# Zemianske Kostoľany
Zemianske Kostoľany jsou obec na Slovensku v okrese Prievidza v Trenčínském kraji.

## Historie
První písemná zmínka o obci pochází z roku 1331.

## Geografie
Obec leží v nadmořské výšce 236 metrů a rozkládá se na ploše 12.772 km². Vesnice má kolem 1 731 obyvatel. V části Dolné Lelovce je kostelík s románským jádrem.